# Hồ Văn Lành

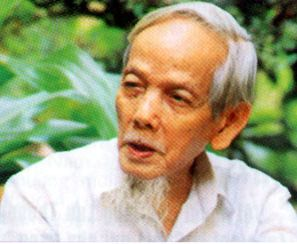
Chân dung võ sư Từ Thiện Hồ Văn Lành.

Hồ Văn Lành còn có tên khác là Từ Thiện (sinh 1914 - mất 27 tháng 11 năm 2005 tại Thành phố Hồ Chí Minh) là một võ sư nổi tiếng của võ phái Tân Khánh Bà Trà, nguyên sáng lập viên của Tổng hội Võ học miền Nam Việt Nam, nguyên cố vấn Hội Võ thuật Cổ truyền thành phố Hồ Chí Minh và cố vấn Liên đoàn Võ thuật Cổ truyền Việt Nam.

## Tiểu sử
Hồ Văn Lành sinh tại ấp Khánh Thạnh, xã Tân Khánh (sau đổi thành Tân Phước Khánh), quận Châu Thành, tỉnh Thủ Dầu Một, cái nôi của võ phái Tân Khánh Bà Trà. Năm 1927, Hồ Văn Lành bắt đầu học võ Tân Khánh Bà Trà từ Võ Văn Phiên (thường gọi là thầy Bảy Phiên, vốn là đệ tử đời thứ hai của danh sư Võ Văn Ất). Sau một thời gian luyện tập, Hồ Văn Lành được thầy cho thượng đài 7 lần và toàn thắng. Với sự đồng ý của thầy Bảy Phiên và niềm tin của giới thanh niên đối với thành quả thượng đài 7 lần bất bại của ông, Hồ Văn Lành bắt đầu mở trường dạy học trò từ những năm chưa đầy 30 tuổi. Trong giai đoạn này, học trò theo học Hồ Văn Lành rất đông đảo.
Ít lâu sau, có một người Hoa tên là Huỳnh Bá Phước đã đến vùng đất Tân Khánh vừa hành nghề Đông Y vừa truyền dạy võ thuật Thiếu Lâm Bạch Hạc và Thiếu Lâm Vịnh Xuân. Hồ Văn Lành ngưỡng mộ tài nghệ của vị võ sư người Hoa này nên đã xin nhập môn để học thêm về võ thuật Trung Quốc và khoa trật đả với Huỳnh võ sư. Kiến thức môn võ Thiếu Lâm của Huỳnh võ sư đã giúp Hồ Văn Lành hoàn thiện giáo trình và giáo án giảng dạy môn võ Tân Khánh Bà Trà. Những năm 1950, Hồ Văn Lành được mời xuống Sài Gòn dạy võ ngay tại khu vực Cầu Muối, mảnh đất từng nổi tiếng với nhiều tay anh chị giang hồ.

## Những đóng góp
Trong những năm đầu đến Sài Gòn, Hồ Văn Lành đã gia nhập Tổng cuộc Quyền thuật Việt Nam với biệt danh võ sư Từ Thiện và bắt đầu truyền dạy võ thuật Tân Khánh Bà Trà cho giới hâm mộ võ thuật Sài Gòn. Tại đây, ông đã đào tạo nhiều học trò ưu tú: ba võ sĩ Từ Thanh Nghĩa, Từ Y Văn, Từ Trung Tìn từng đại diện màu cờ sắc áo Việt Nam thi đấu với nhà vô địch của các nước Thái Lan, Lào, Campuchia, Indonesia, Hồng Kông; bảy võ sĩ Từ Thanh Nghĩa, Hồ Ngọc Thọ, Từ Thanh Tòng, Từ Duy Tuấn, Hồ Thanh Phượng, Từ Hoàng Minh, và Từ Hoàng Út từng đoạt 8 huy chương (2 vàng, 4 bạc, 2 đồng) trong các giải vô địch võ Việt Nam những năm 1969-1974; khoảng 500 nam nữ võ sĩ thượng đài thi đấu (nam võ sĩ lấy biệt hiệu có họ Từ đứng đầu như: Từ Thanh Nghĩa, Từ Thanh Tòng, Từ Duy Tuấn, Từ Y Văn, Từ Trung Tín v.v.; còn nữ võ sĩ lấy biệt hiệu có họ Hồ đứng đầu như: Hồ Hoa Lan, Hồ Ngọc Điệp, Hồ Ngọc Thọ, Hồ Phi Phượng, Hồ Thanh Sương, Hồ Phi Phụng, Hồ Hoa Huệ v.v...).
Năm 1969, Hồ Văn Lành đã cùng với các võ sư có tâm huyết như: Lê Văn Kiển (Nam Tông), Mai Văn Phát (Trung Sơn) v.v. sáng lập ra Tổng hội Võ sư Nghiên cứu và Phổ biến Võ học Việt Nam (gọi tắt là Tổng hội Võ học Việt Nam). Hồ Văn Lành đã đưa vào chương trình huấn luyện thống nhất của Tổng hội Võ học Việt Nam hai bài: Đồng nhi quyền và Tấn nhứt côn.
Năm 1970, Hồ Văn Lành được Tổng nha Thanh niên trực thuộc Bộ Văn hóa Giáo dục và Thanh niên của Việt Nam Cộng hòa ban tặng bằng khen về thành tích "đào tạo nhiều võ sĩ ưu tú cho làng võ thuật Việt Nam", cùng với ba võ sư khác là: Xuân Bình, Trần Xil và Lý Huỳnh. Từ đó, bốn võ sư đã được mọi người liệu vào hàng "Tứ tú" (bốn ngôi sao sáng), nối tiếp theo "Tam nhật" (Hàn Bái, Ba Cát, Bảy Mùa) và "Tam nguyệt" (Trương Thanh Đăng, Quách Văn Kế, Vũ Bá Oai) trên con đường khôi phục truyền thống võ thuật Việt Nam.
Sau ngày 30 tháng 4 năm 1975, Hồ Văn Lành phối hợp với các võ sư: Đặng Văn Anh (Kim Kê), Nguyễn Hữu Tiết (Hắc Âu) và Quách Văn Phước (Lam Sơn) khai giảng lớp Võ dân tộc tại Câu lạc bộ Thể dục Thể thao quận 1 Thành phố Hồ Chí Minh vào tháng 4 năm 1979. Chính trong thời gian này, Hồ Văn Lành đã giới thiệu bài Tứ linh đao (vốn do con trai ông là Hồ Tường sáng tạo) vào chương trình huấn luyện thống nhất tại lớp Võ dân tộc.
Ngày 2 tháng 9 năm 2003, Hồ Văn Lành được nhà nước Cộng hòa xã hội chủ nghĩa Việt Nam trao tặng "Huy Chương Vì Sự nghiệp Thể dục Thể thao".